# Sommerhäuser auf Hiddensee von Max Taut
Der deutsche Architekt Max Taut schuf in der Zeit zwischen 1922 und 1925 vier Sommerhäuser auf Hiddensee. 1922/23 entstand das Karusel (auch Asta-Nielsen-Haus), Zum Seglerhafen 7, Vitte. In den Jahren 1923/24 realisierte er auf dem Nachbargrundstück Zum Seglerhafen 13 das Haus Weidermann. In Kloster, Zum Hochland 3, entstand das Haus Pingel (1924, heute Kapitänshaus genannt) und im Biologenweg 5 das Haus Gehlen (1925, heute Doktorandenhaus). Die Häuser stehen unter Denkmalschutz.

## Hiddensee-Tourismus vor 1945
Im Jahr 1892 wurde ein regelmäßiger Dampferverkehr zwischen Stralsund und Kloster eingerichtet. Erste Hotelneubauten wurden von 1909 bis 1914 in Kloster und im Dornbusch errichtet. Außerdem wurden Pensionen eröffnet. Vor dem Krieg hatten neben den Großbürgern auch die Bildenden Künstler und Schriftsteller die Insel Hiddensee entdeckt. Oskar Kruse errichtete 1904 die Lietzenburg.
In der Zwischenkriegszeit öffnete sich der Kreis der Gäste in weitere Schichten der Gesellschaft. Neben der Erholung suchten die Menschen Amüsement und trieben Sport. Der Fährverkehr wurde intensiviert und Ende der 1920er Jahre pendelte ein Wasserflugzeug zwischen Stralsund und Kloster. Von Hiddensee wurde behauptet, es sei ein Vorort Berlins. Man lebte sehr ungezwungen. Dieses Inselleben veränderte sich in der Zeit des Nationalsozialismus. Viele frühere Gäste emigrierten, in der Kriegszeit gab es kaum noch Tourismus.

## Architekt Max Taut und Sommerhäuser
Bereits 1906 hatte sich Max Taut an einem Preisausschreiben in der Woche (Heft 36, Jahrgang 1906) mit einem Sommerhaus an der Elbe und einem Sommerhaus an der samländischen Küste beteiligt. Damals lieferte er Entwürfe in einem regionalen Stil.
Auf Hiddensee baute er zwischen 1922 und 1925 vier Häuser. Die Ferienhäuser auf Hiddensee wurden expressionistisch gestaltet. Mit ihren großen Dachhauben fügen sie sich perfekt in die Umgebung ein. Taut wollte harmonische Zufügungen zur Landschaft schaffen. Die Häuser wirken bunt wie seine farbintensiven Aquarelle von Meerlandschaften.

## Karusel (Asta-Nielsen-Haus)

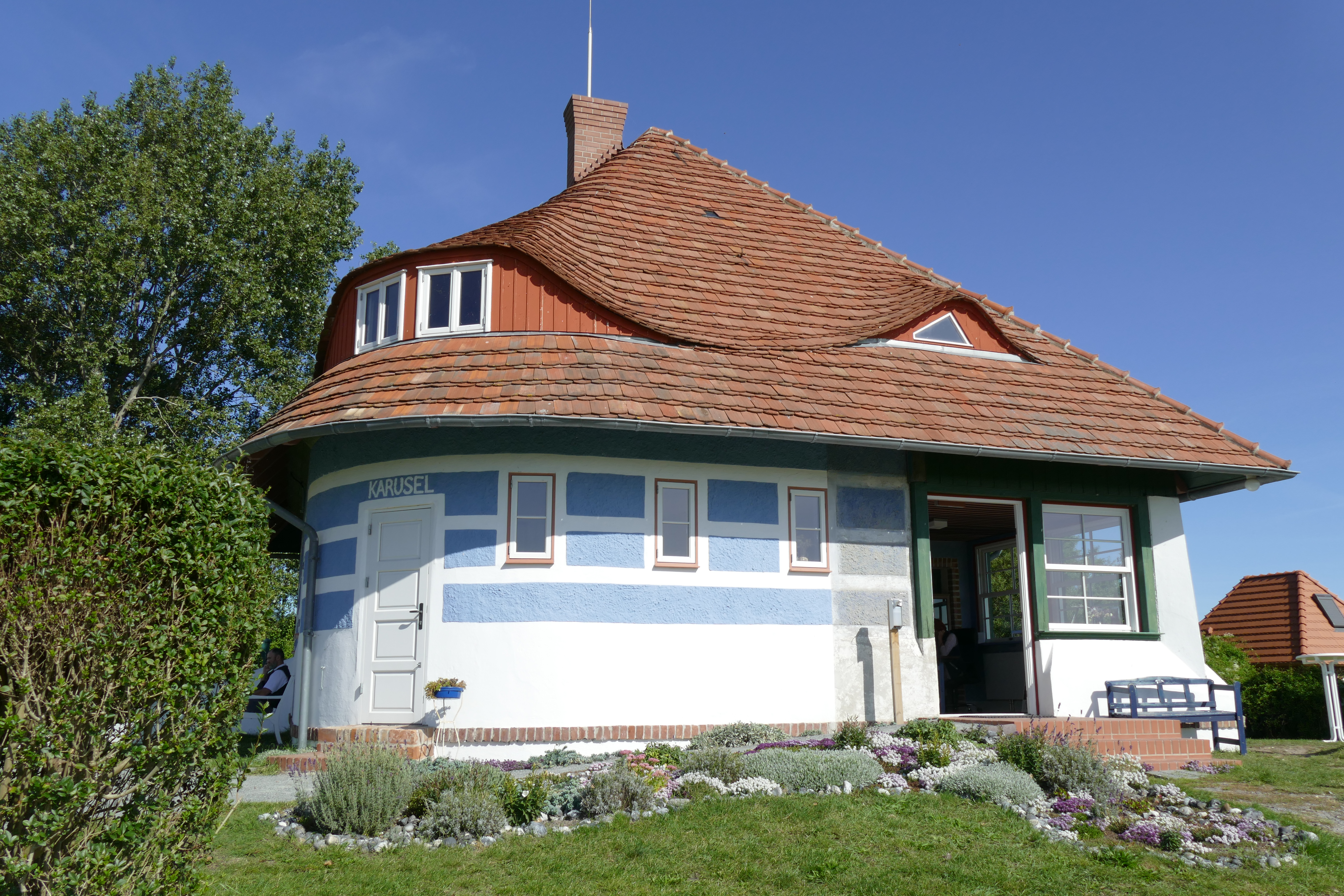
Ansicht

### Geschichte
Für die befreundeten Berliner Familien Müller und Wiedermann baute Taut zwei nebeneinander liegende Sommerhäuser. Charlotte Müller, geborene Kämpf, war die Ehefrau des kaufmännischen Direktors Richard Müller und hielt sich bereits als Kind auf der Insel auf. Sie bemühte sich beim „Kloster zum Heiligen Geist“ in Stralsund um ein Baugrundstück und stellte wohl deshalb dem Kloster eine Spende in Aussicht. Ihre Bemühungen hatten Erfolg und das Kloster wies eine Wiese außerhalb des Ortes Vitte als Bauland aus. Das künstlerisch interessierte Ehepaar Müller wollte ein besonderes Haus, etwas Ausgefallenes. Dem Architekten bot sich die Chance, bei einer kleinen Bauaufgabe ein umfassendes Architekturkonzept umzusetzen. Die Entwurfsphase begann 1922. Schwierig war die Umsetzung. Viele Baustoffe mussten zur Insel gebracht werden. 1923, im Jahr der Fertigstellung, verlor das Geld in der Zeit der Inflation schnell an Wert.
Schon 1928 kauften Asta Nielsen und ihre Tochter Jesta das Sommerhaus, das sie nun „Karusel“ nannten. Bis 1936 verbrachten sie hier mehrfach monatelange Aufenthalte und empfingen bekannte Persönlichkeiten. Nielsen musste 1937 Deutschland verlassen. Ihr Domizil auf Hiddensee ließ sie mit allem Inventar zurück. Heute sind von ihren Möbeln noch vorhandene Einzelstücke im Haus ausgestellt.
Die Nationalsozialisten enteigneten den Besitz. Nach dem Krieg befand er sich zuerst in provisorischer Verwaltung der Gemeinde. Es wohnten in schneller Folge nacheinander 15 verschiedene Familien darin. 1962 zogen Waltraud Ehmer (1920–2009) und ihr Ehemann Hans Dieter (1917–1999) ins Haus. Beide hatten eine Wohnung im Schulgebäude, bevor sie in das Nielsen-Haus einzogen. Das Paar schätzte und pflegte das Haus, so dass es gut erhalten blieb. In den 1980er Jahren nahm die Gemeinde Verhandlungen mit den Erben in Dänemark auf. 1989 wurde es in das Volkseigentum der DDR überführt. Nach der Wende wurde aus dem Volkseigentum automatisch Bundesvermögen, sofern es nicht Ländern oder Kommunen zustand. Als von der Gemeinde vermietete Liegenschaft gelangte das Karusel deshalb auf Antrag in Gemeindebesitz. Nach dem Tod von Waltraud Ehmer, der letzten Bewohnerin des Hauses, entwickelte die Gemeinde ein museales Nutzungskonzept und baute es unter Berücksichtigung von Denkmalbelangen zu einem Asta-Nielsen-Museum um. Im Obergeschoss wurde ein Trauzimmer eingerichtet. Am 15. Mai 2015, Tauts Geburtstag, wurde das Museum mit festen Öffnungs- und Führungszeiten eröffnet. Das Gebäude steht unter Denkmalschutz.

Karusel (Asta-Nielsen-Haus)
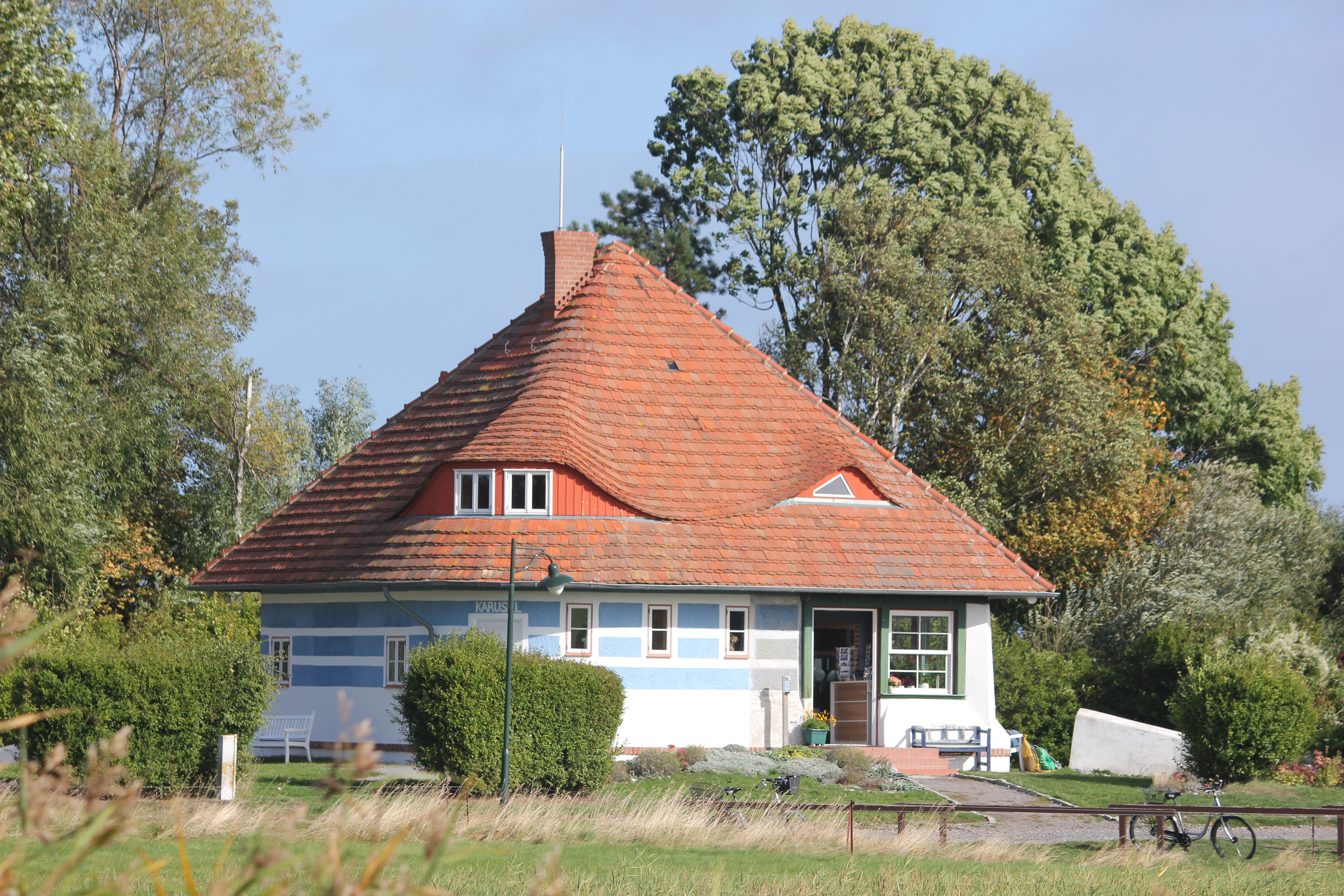
Karusel (Asta-Nielsen-Haus), Vitte
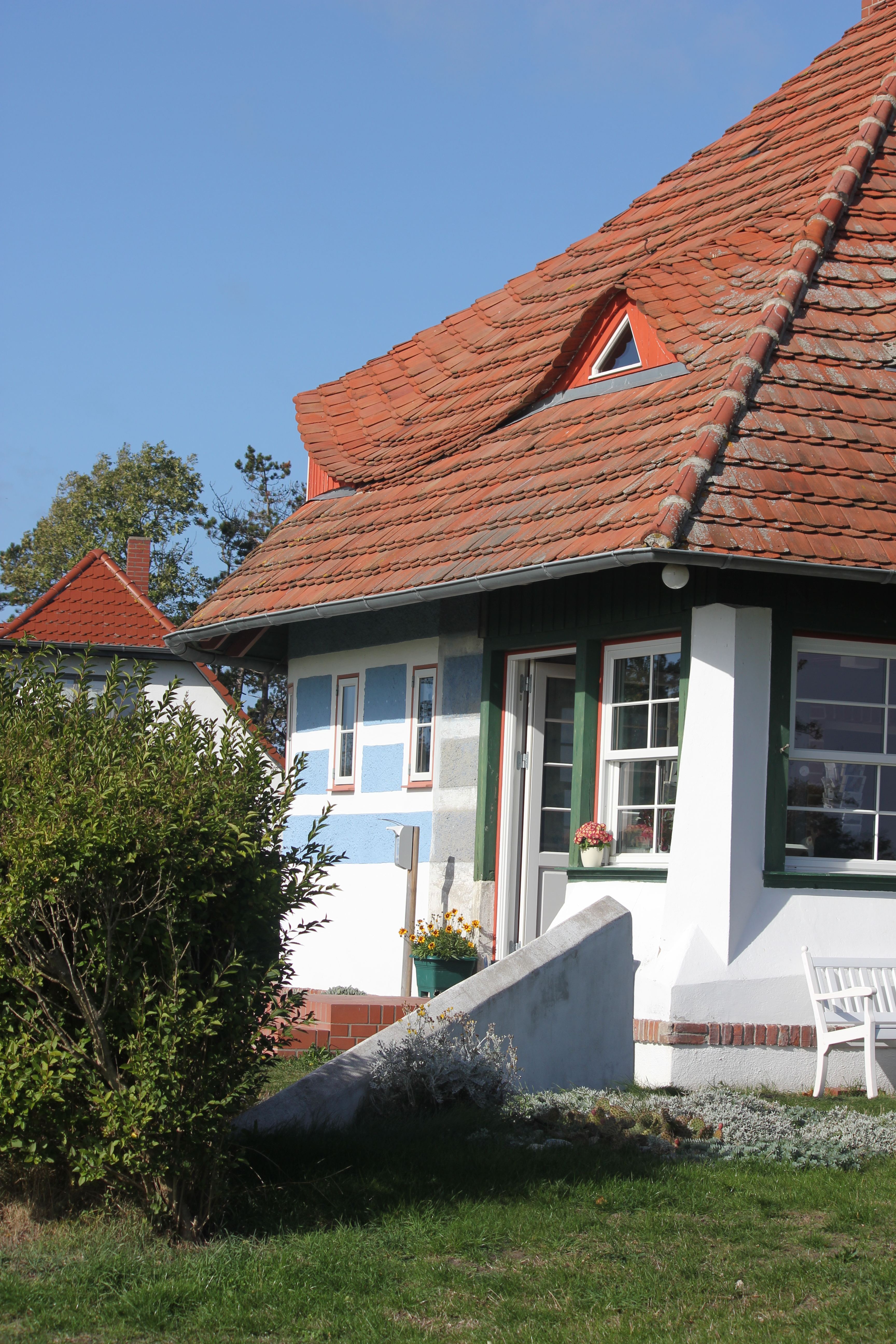
Veranda und Windbrecher
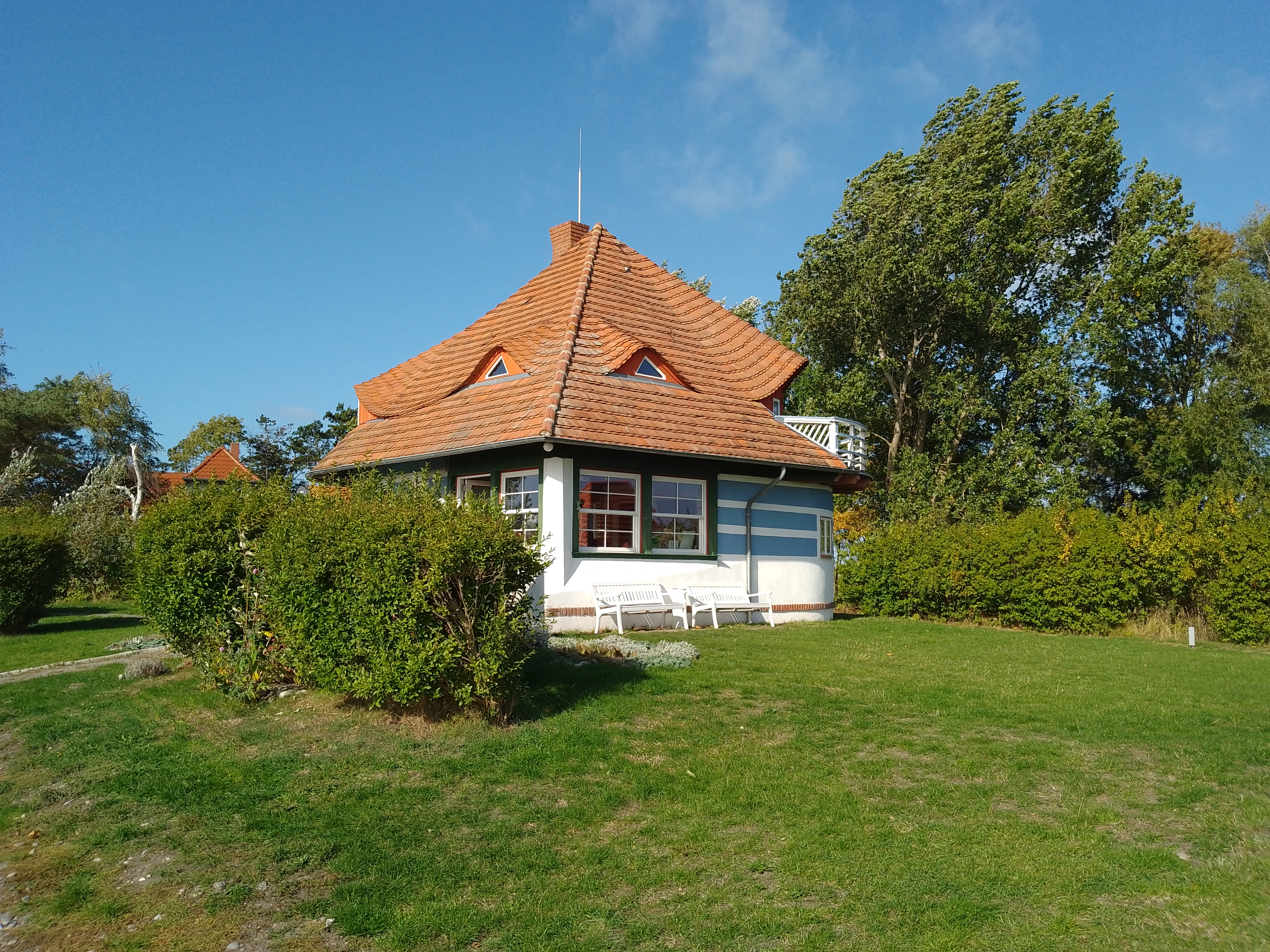
Blick auf die meerseitige Spitze
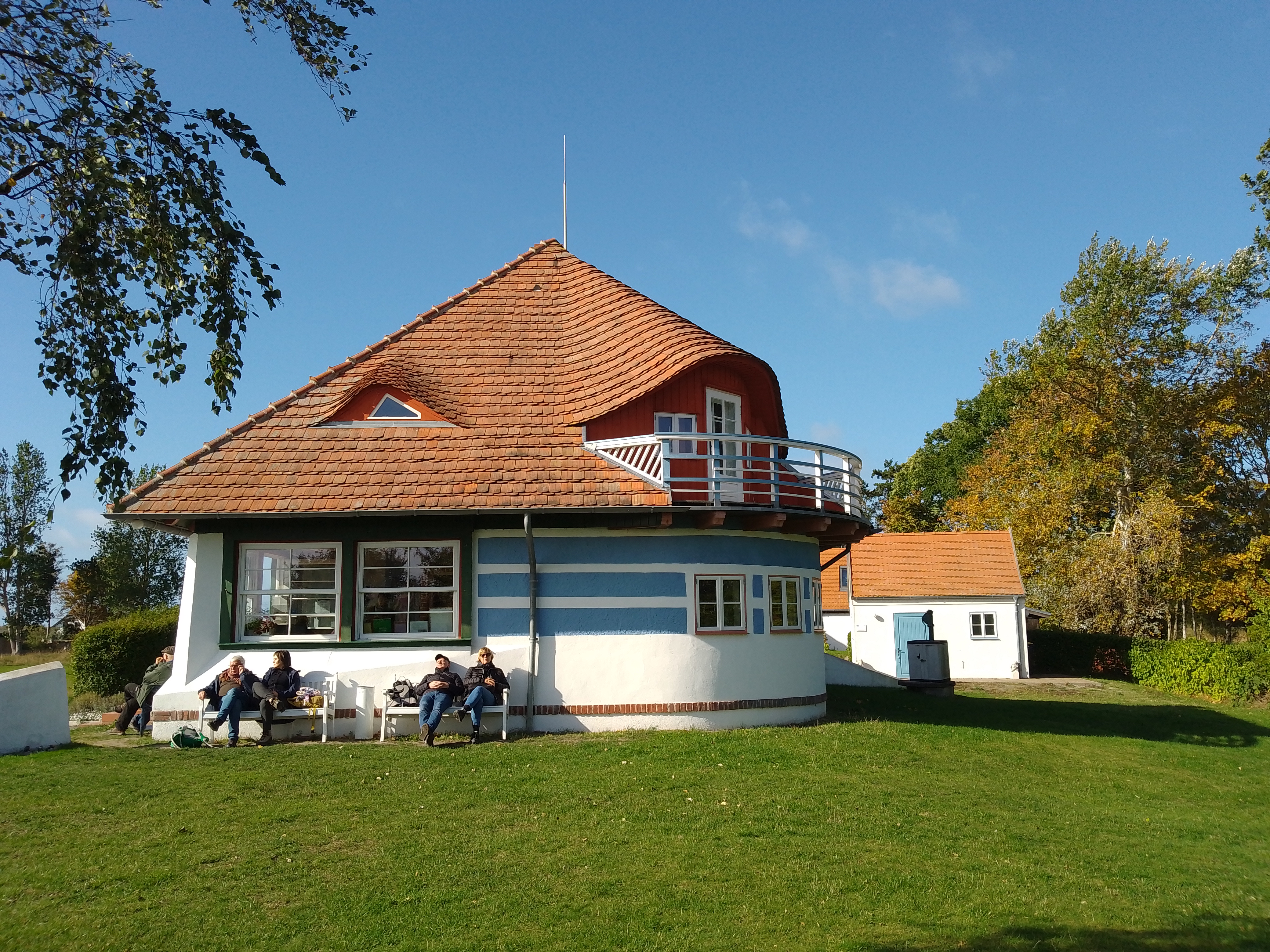
Haus mit rückwärtigem Balkon und Nebengebäude
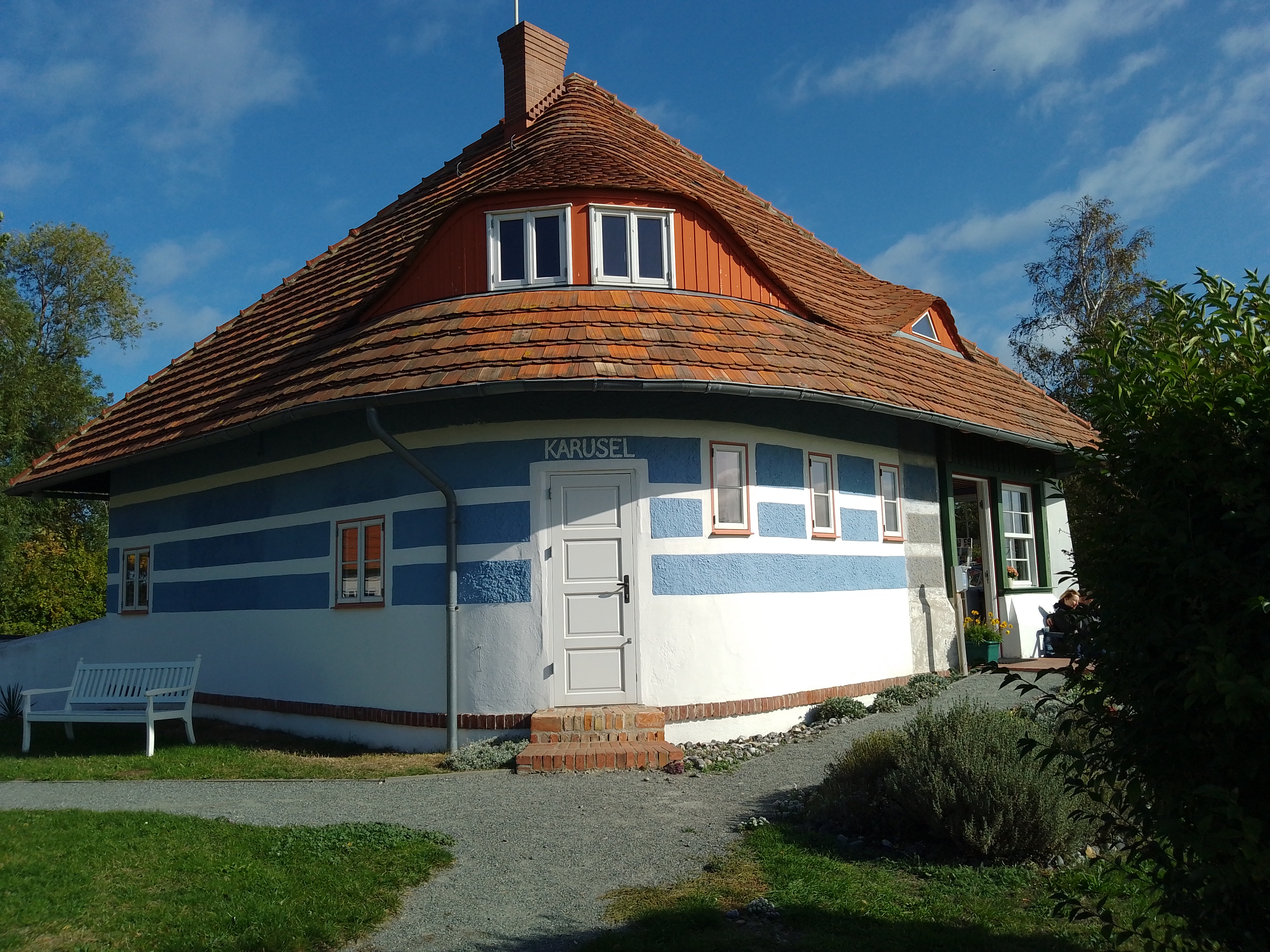
Runde Fassade mit Eingang
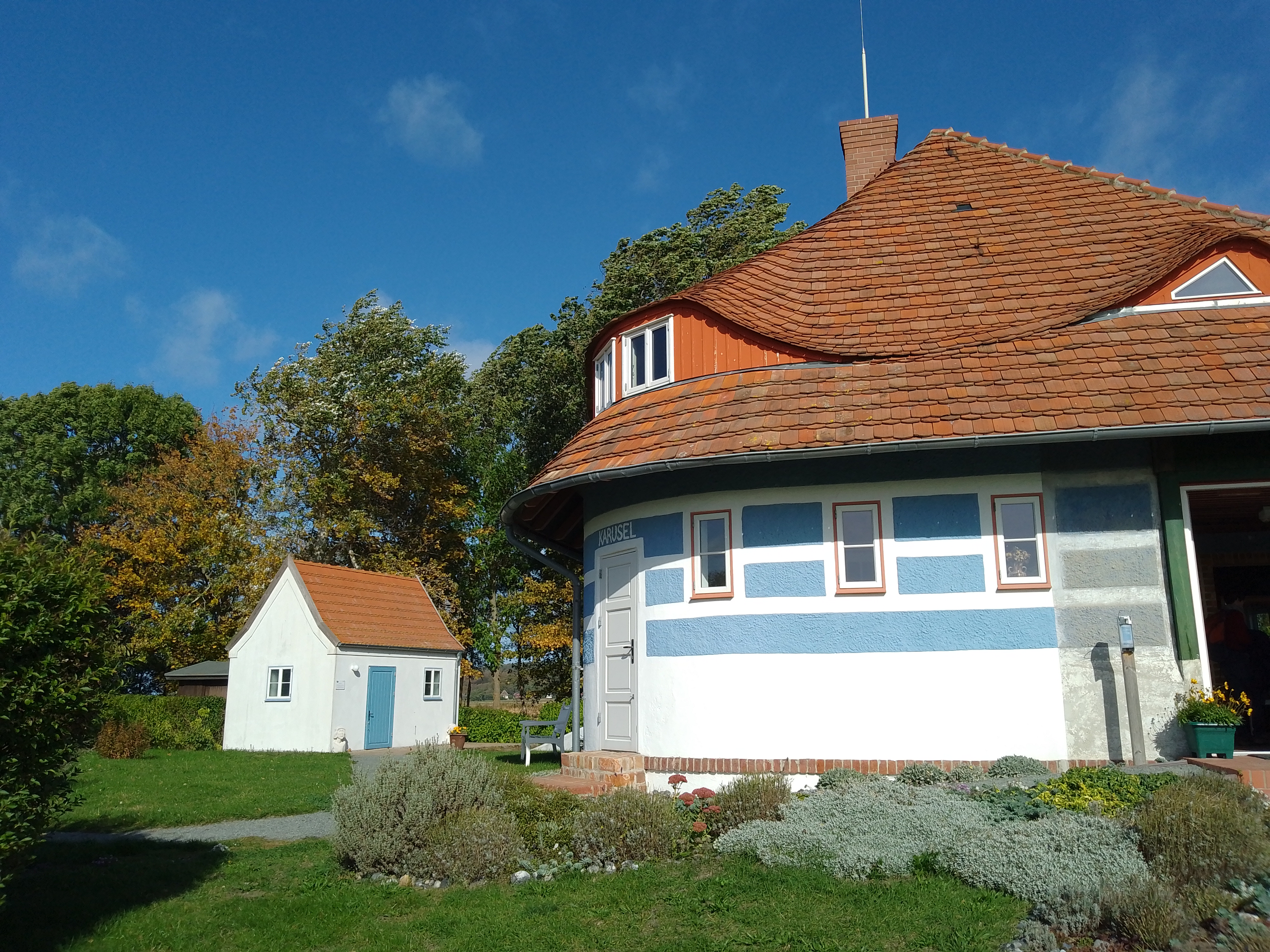
Haus mit Nebengebäude

### Beschreibung
Das große, rote Dach mit roten Biberschwänzen liegt über einem Grundriss, der aus einem Quadrat entwickelt wurde. Vor zwei Ecken dieses Quadrates verlaufen diagonale Mauern mit geneigter Oberkante. Diese Mauern bilden einen Windschutz und erscheinen im Grundriss wie nicht genordete Kompassnadeln. Die beiden anderen Ecken des Hauses wurden von Taut rund ausgebildet. Das Zusammenspiel von Rundungen und Ecken gibt dem Gebäude Dynamik. Den Namen „Karusel“ bekam es aufgrund der Form und der auffälligen Fassadenbänderungen, drei blauen Streifen unterhalb der Traufe sowie einem Ziegelband am Sockel.
Diagonal über das Dach in Richtung der Windschutzmauern verläuft ein Grat, der die Dachfläche in zwei Hälften teilt. Eine Dachhälfte verfügt über zwei ungleiche Fledermausgauben mit roten Holzverschalungen und weißen Fenstern. In der anderen Dachfläche gibt es neben einer weiteren Fledermausgaube einen großen Balkon mit roten Wänden. Der Boden des Balkons ist blau, die Brüstung blau-weiß.
Das Haus wurde über die Südost-Veranda betreten. Dieser Bereich ist großzügig mit Fenstern ausgestattet. Der Ziegelfußboden führt von der Veranda über den Treppenflur bis in die ehemalige Küche und das WC. Die zwei weiteren Räume im Erdgeschoss haben einen Fußboden mit Weichholzdielen. Diese Räume verfügten neben der jeweiligen Tür zum Flur über eine interne Verbindungstür. Vom Flur führt eine zweiläufige Treppe ins Obergeschoss. Dort liegen ein großes und ein kleines Schlafzimmer, das Balkonzimmer und eine Kammer, in der heute die Haustechnik untergebracht ist.

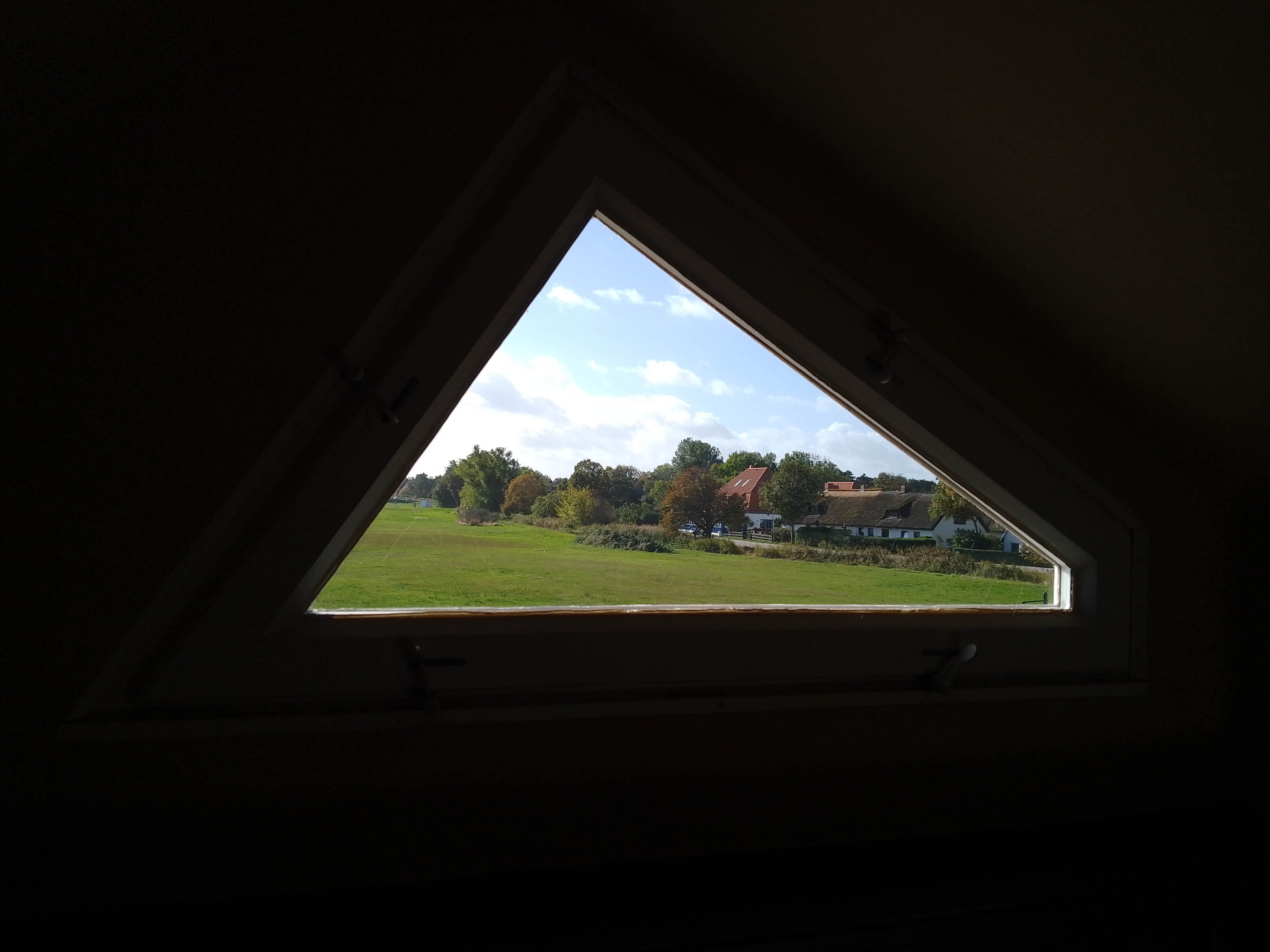
Rahmung der Landschaft durch ein Gaubenfenster

Tauts Farbkonzept erstreckte sich nicht nur auf das Äußere, sondern auch auf die Innenräume. Das introvertierte Erdgeschosszimmer mit zwei kleinen Fenstern neben der Küche hatte satt sandfarbige Wände und eine dunkelgrün gestreifte Decke. Die Wände des hellen Wohnzimmers sind hellgrün, die Decke hell gestreift. Die Treppe in einem blauen Treppenraum hat rote Treppenstufen und Geländerstäbe sowie schwarz-braune Wangen und einen ebensolchen Handlauf. Diese Räume wurden nach Farbbefunden neu angelegt. Auch der Rest der Räume im Haus wurde bunt gestaltet.
Das Haus entstand zu einer Zeit, als die Insel Hiddensee noch nicht über elektrischen Strom verfügte. Nach Einbruch der Dunkelheit wurde es mit Kerzen und Petroleumleuchten erhellt. Tagsüber akzentuierten die unterschiedlich großen Fenster die Räume differenziert. Das Wohnzimmer war lichtdurchflutet, ebenso wie die Veranda. Die kleinen Fenster im Rest des Hauses rahmten die Landschaft. Der Ausblick zeigte damals eine Landschaft mit Salzwiesen und spärlicherer Vegetation. Die Flügel der Fenster öffneten früher nach außen. Durch den Winddruck auf den Rahmen versprach man sich eine größere Dichtheit der Fenster.
Das frei stehende Wirtschaftsgebäude neben dem Haupthaus war so baufällig, dass es komplett erneuert wurde. Darin befinden sich heute die Toilettenanlagen für den Museumsbetrieb.

## Haus Wiedermann

### Geschichte
Die Familie Wiedermann aus Berlin-Grunewald gab dem Haus den Namen. Karl Wiedermann war wie Richard Müller kaufmännischer Direktor. Die Familien waren gut miteinander bekannt. Charlotte Müller bemühte sich schon im Herbst des Jahres 1923 um einen Pachtvertrag für das neben dem eigenen Haus liegende Grundstück. Die Bemühungen waren erfolgreich, so dass bis 1924 ein zweites, von Taut entworfenes Haus entstand.
Der Zehlendorfer Hans-Conrad Delius kaufte 1939 das Haus von den Wiedermanns. Über dessen Tochter Veronika kam das Haus an ihren Ehemann Günter Möbus, der in der Biologischen Station in Kloster und im Nationalparkhaus in Vitte geologische Vorträge und solche zur Fauna und Flora der Insel hielt. Die nachfolgenden Generationen nutzten das Haus weiter. Es ist noch immer in Privatbesitz und steht unter Denkmalschutz.

Haus Wiedermann
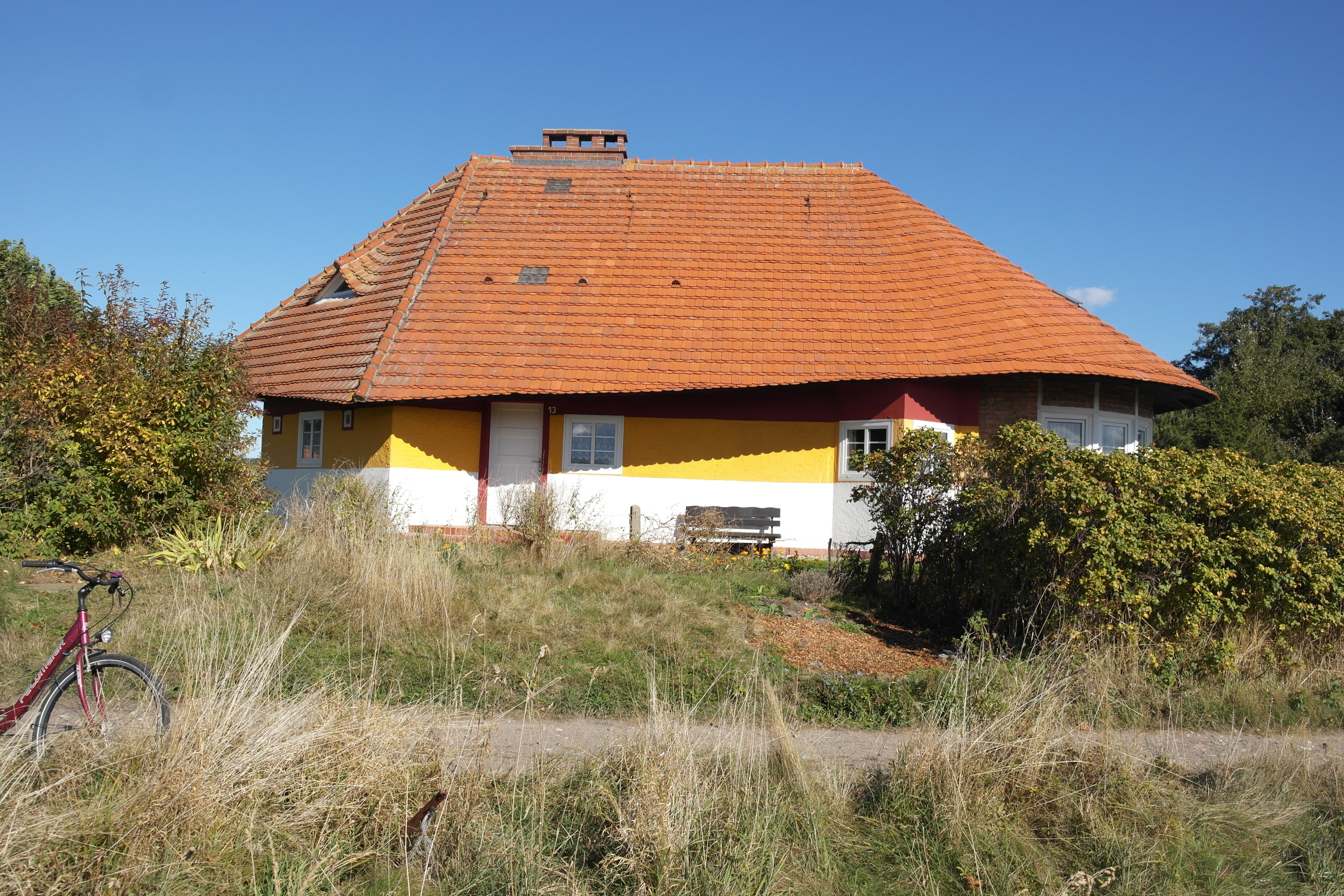
Ansicht Zum Seglerhafen 13
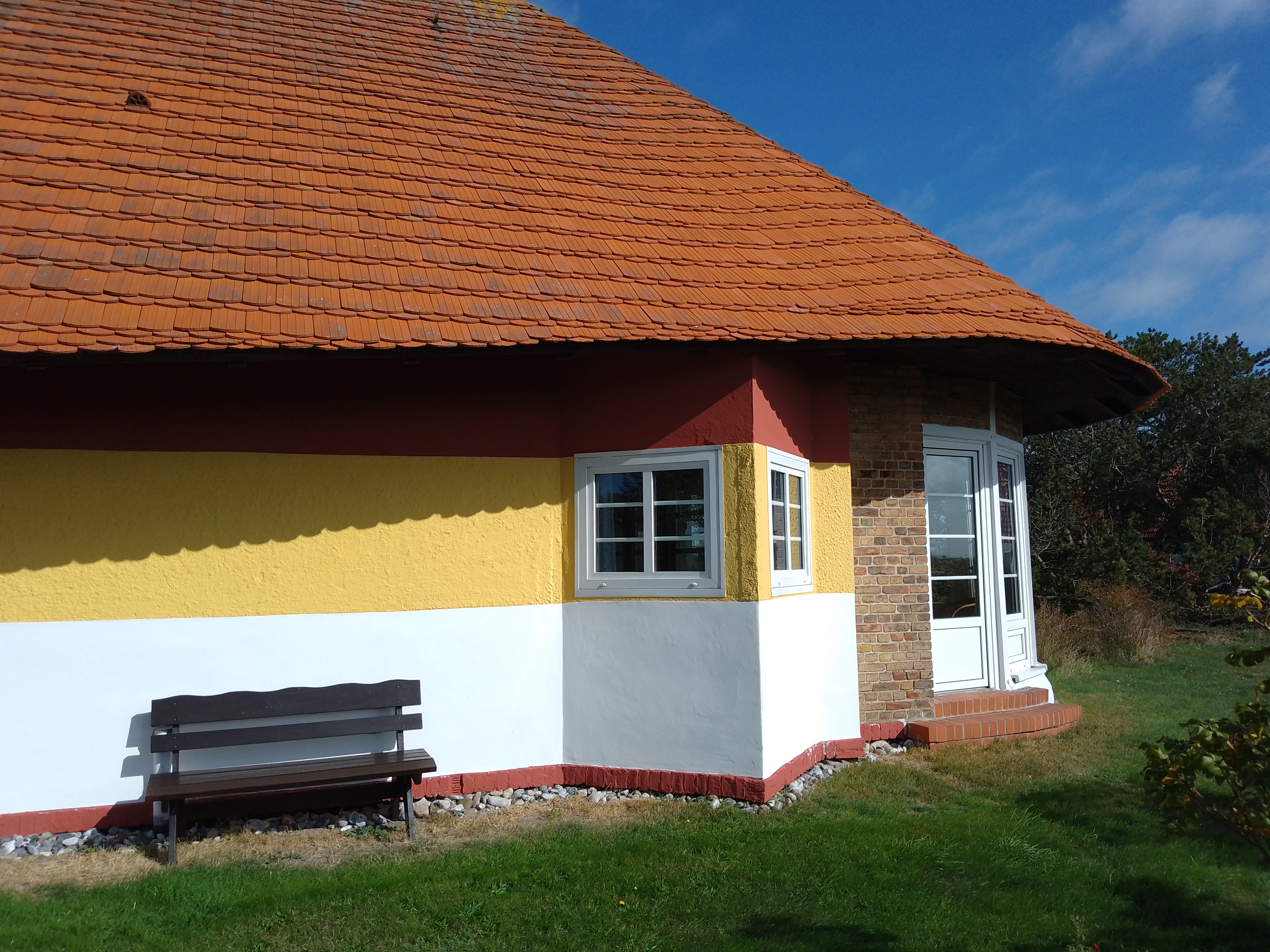
Wohnzimmererker
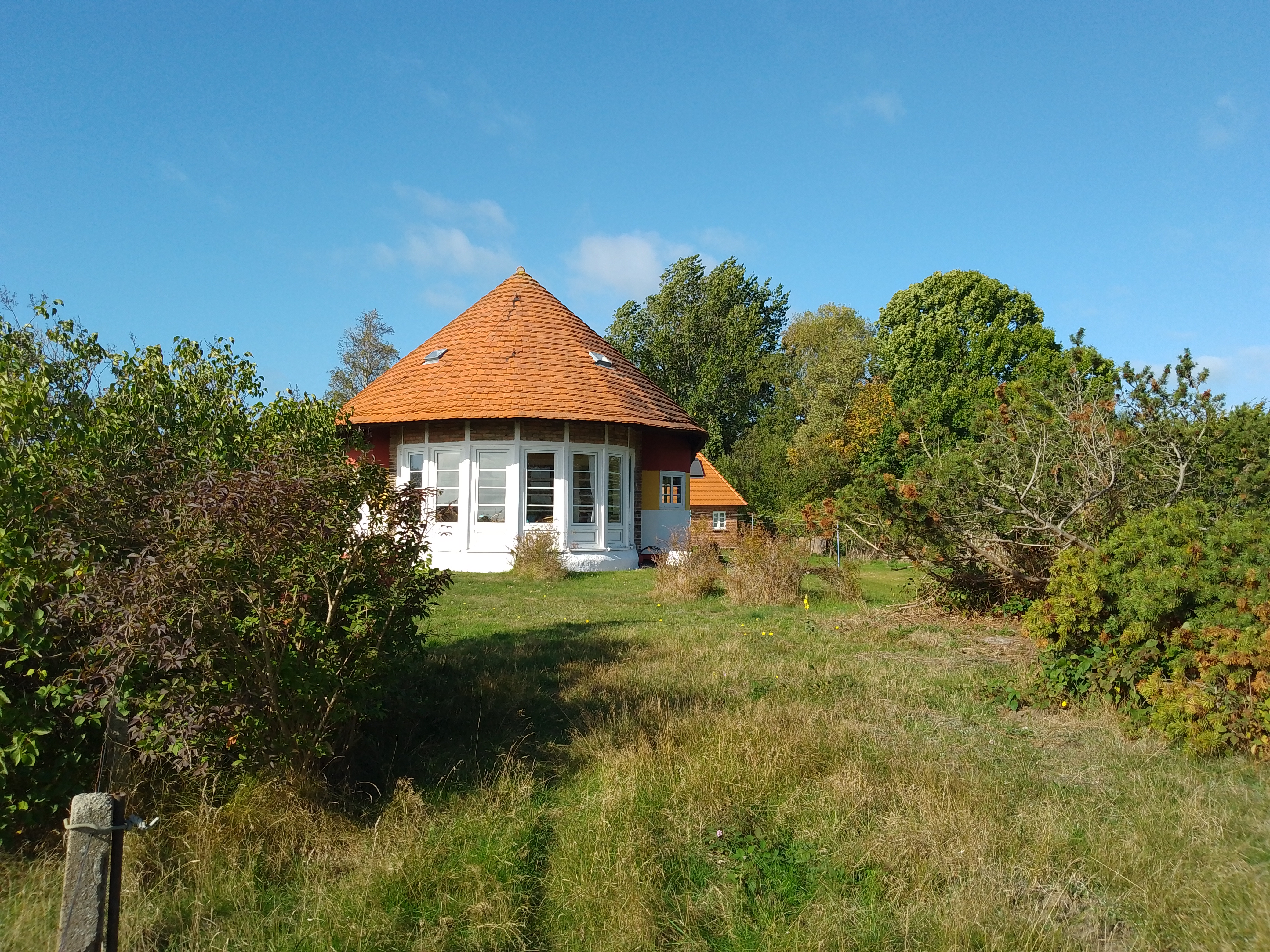
Veranda
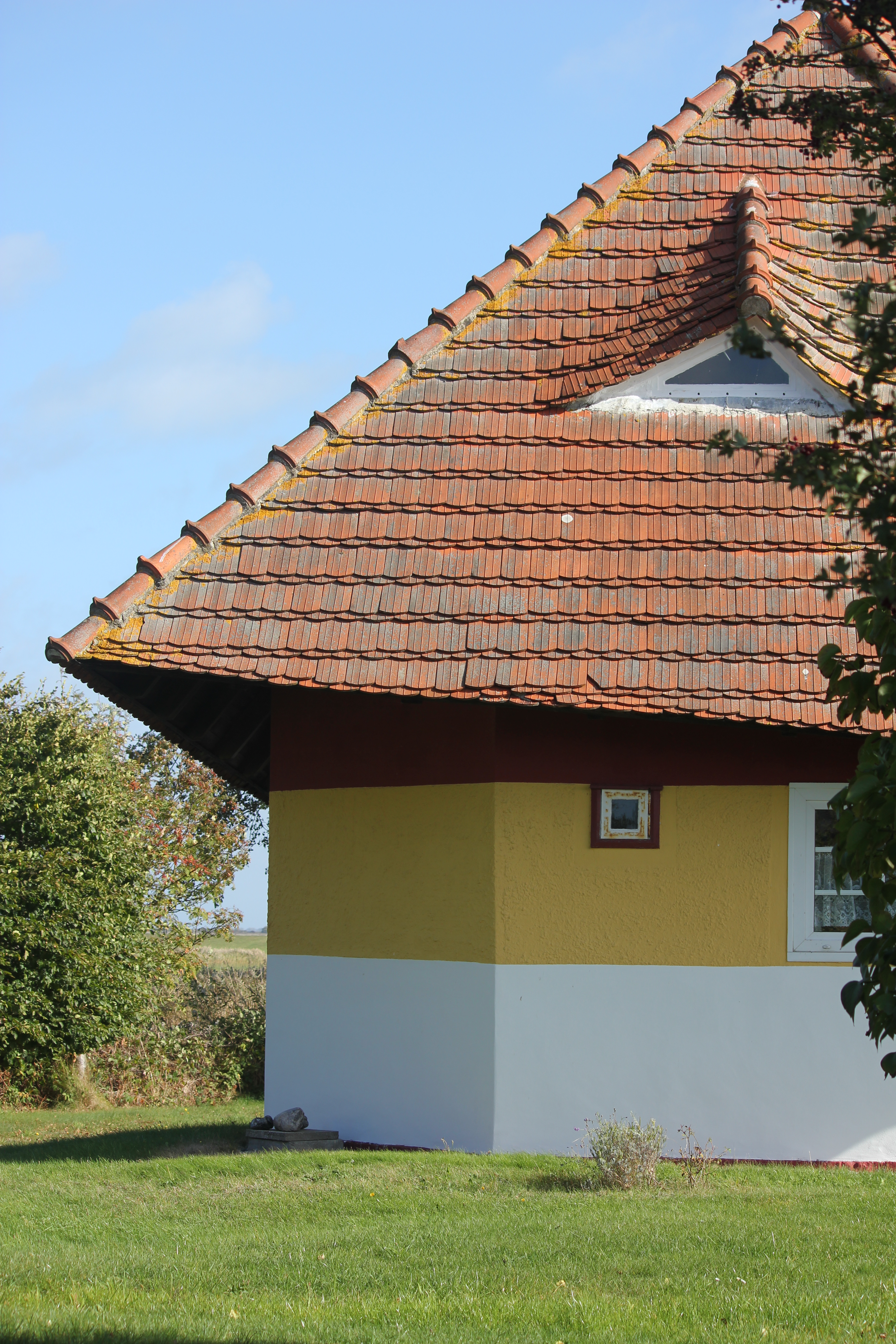
WC-Erker
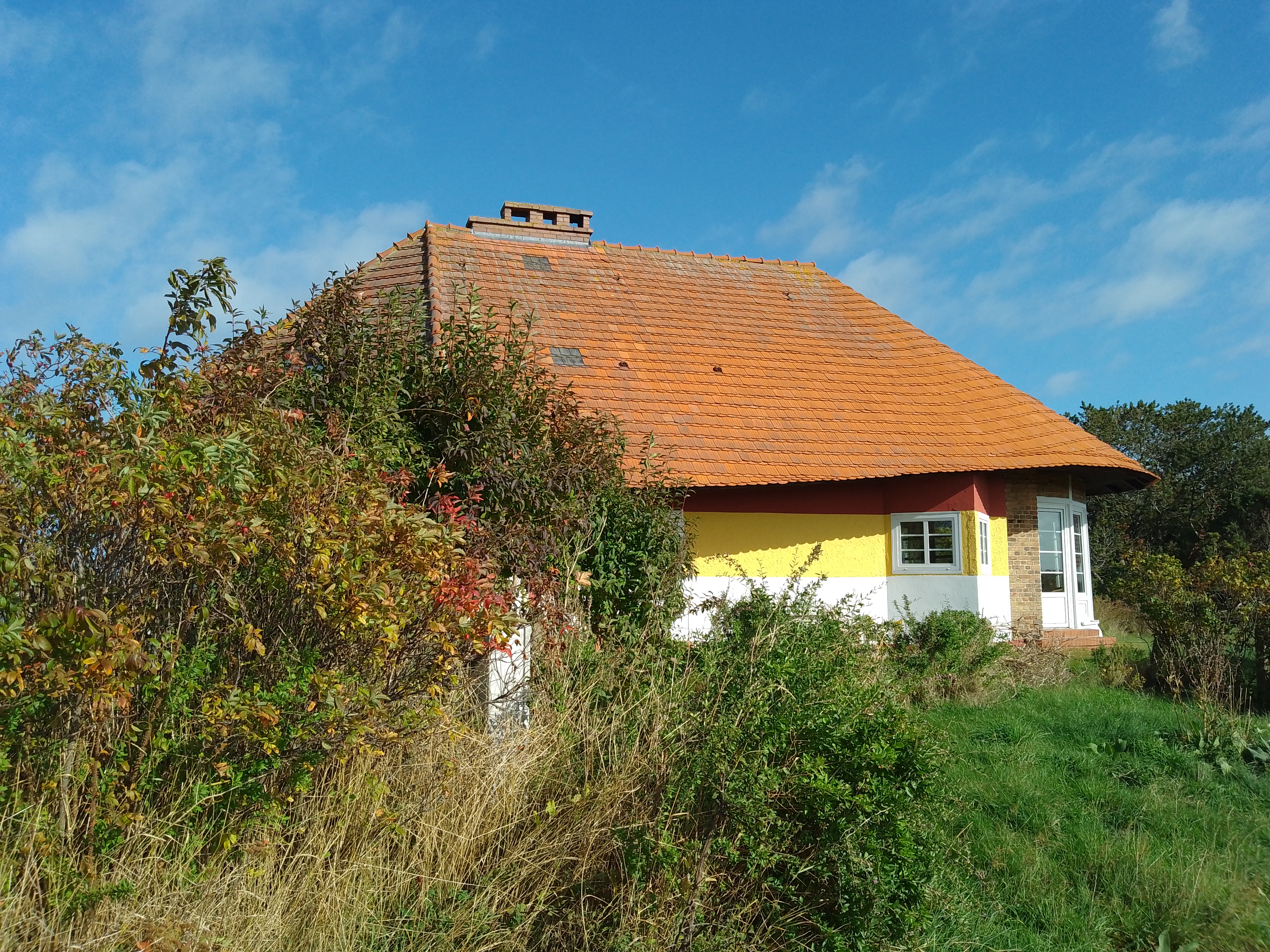
Ansicht vom Fußweg

### Beschreibung
Zuerst sticht das schiefe Dach über dem rechteckigen Grundriss ins Auge. Der untere Dachrand des Hauses schwingt in seinem Verlauf dynamisch auf und ab. Von Taut eingearbeitete Dreiecksformen findet man im Grundriss (vier Dreieckserker), im Dach und in den Gauben. Die Außenwände sind farblich in drei Zonen unterteilt. Oben unter dem Dach ist die Fassade rot, der mittlere Streifen ist leuchtend gelb und der Sockelbereich ist strahlend weiß.
Die Küche lag mit der Dienstmädchenkammer im Westen des Erdgeschosses. Im Dreieckserker neben dem Eingang lag ein WC. In der Mitte des Hauses platzierte Taut ein Gästezimmer, wieder mit Dreieckserker, und die nach oben führende Treppe. Auch der große Wohnraum lag im mittleren Bereich. Diesem Raum wurden gegenüberliegend zwei Dreieckserker zugeordnet. Die halbkreisförmige, verglaste Veranda liegt der Küche gegenüber. Die ursprünglichen Fenster bestanden aus Schiebekonstruktionen. Im Obergeschoss trennen das Treppenhaus und ein Flur das Gästezimmer auf der einen Seite vom Schlafzimmer auf der anderen Seite. Dieser 5 × 4,5 Meter große Raum hat einen großzügigen Balkon zur vom Wind abgewandten Ostseite.
Durch Landgewinnung sind sowohl dem Haus Wiedermann als auch dem Karusel heute Wiesen vorgelagert. Früher reichte die Ostsee fast bis zum Erschließungsweg der beiden Sommerhäuser.

## Haus Pingel (Kapitänshaus)

### Geschichte
Der Bauherr Walter Pingel war Innenarchitekt, Möbelhersteller und Geschäftspartner Tauts. Seine Familie nutzte das Gebäude zuerst als Sommerhaus. Während des Zweiten Weltkrieges wurde es von Teilen der Familie ständig bewohnt. Gegen Kriegsende verlagerte die Familie Pingel ihren Lebensmittelpunkt von Berlin und Hiddensee nach Frankfurt am Main. Im Haus wurden Flüchtlinge untergebracht, später wurde es vermietet. Ab 1962 wohnte hier die Familie Wilbrandt, die das Haus schließlich 1984 kaufte. Vor einigen Jahren wurde das Haus weiterverkauft und seither als Mietobjekt unter dem Namen Kapitänshaus vermarktet. Die DEFA führte auf dem Grundstück in den 1960er Jahren Filme in einem Freiluftkino vor.

### Beschreibung

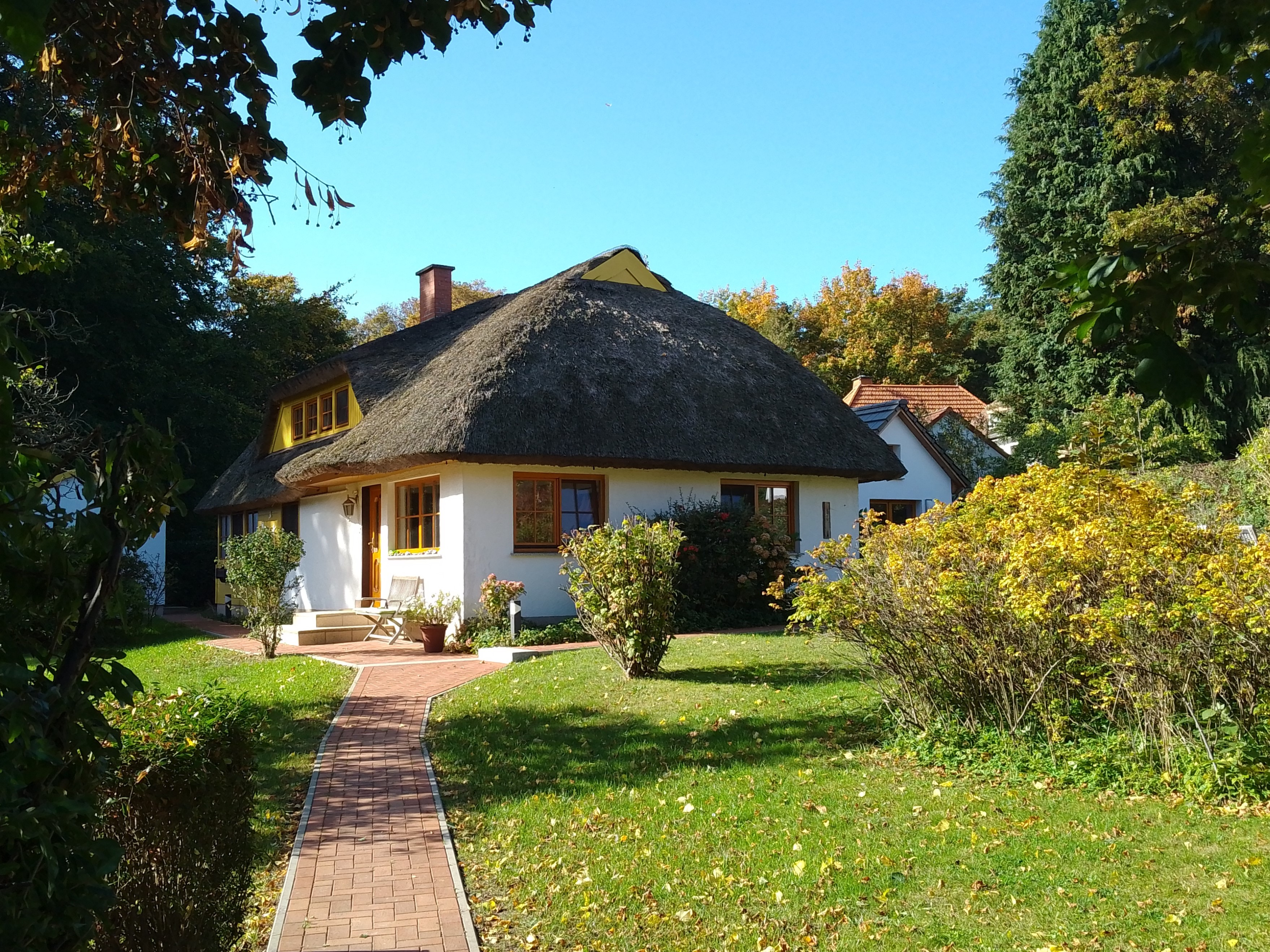
Haus Pingel, Blick auf den Anbau mit Lochfenstern und neuer Dachgaube

Walter Pingel wünschte sich ein einfaches Sommerhaus mit drei Wohn- und Schlafzimmern: Kein nachgeahmtes Bauernhaus, auch keine Miniaturvilla, sondern die natürliche Erfüllung der Ansprüche, Küche, Wohnen, Schlafkabinen, mit ortsüblichen Mitteln ehrlich gebaut. Er stattete das Haus mit selbst entworfenen, rationellen Einbaumöbeln aus.
Als reetgedecktes Haus über einem quadratischen Grundriss war das ursprüngliche Haus als „Pingel-Pilz“ bekannt. Die Fassade war verputzt und mit über Eck geführten Fensterbändern gestaltet. Betreten wurde es von der Boddenseite. Dort lag die mit einer Fensterfassade umschlossene Veranda. Der große Raum im Süden mit dem großen über Eck liegenden Fenstererker war der Wohnraum. Daneben lag ein kleines, als Schlafraum genutztes Zimmer. Von der Veranda führte eine Treppe zu zwei weiteren Schlafräumen im Dach. Die Küche im Erdgeschoss hatte einen eigenen Zugang von außen und eine Verbindung zum Wohnraum. Hinter der Küche lagen eine Vorratskammer und ein WC.
Das Haus wurde nach dem Krieg stark umgebaut. Aus der ehemaligen Veranda wurde ein Badezimmer. Der früher quadratische Grundriss wurde durch die Verdopplung der Flächen rechteckig. Der Bau hat seine Pilzform verloren und das gerundete Reetdach wurde mit einer breiten Gaube aufgelöst. Dennoch steht das Gebäude unter Denkmalschutz.

## Haus Gehlen (Doktorandenhaus)

### Geschichte
Das Haus im Biologenweg in Kloster entstand 1925 für den Verleger Max Gehlen (1868–1931) und seine Frau Margarete. Das Bauland hatten sie von Max und Käthe Kruse erworben. Es gehörte bis dahin zum umfangreichen Grundstück der Jugendstilvilla Lietzenburg. Max Gehlen verkaufte das Haus bereits 1930 wieder, ohne dass die Gründe bekannt wurden. Durch eine Spende von Hans Wried, dem damaligen Generaldirektor der Hochseefischerei AG Bremen, in Höhe von 25.000 RM sowie weitere finanzielle Unterstützungen war Erich Leick (1862–1956, Professor für Biologie und Ökologie) in der Lage, das Haus zu erwerben und gemeinsam mit Fritz Gessner die Biologische Station Hiddensee zu gründen. Leick übertrug die Besitz- und Nutzungsrechte an die Gesellschaft der Freunde und Förderer der Ernst-Moritz-Arndt-Universität. Diese errichtete 1934 auch das Kurshaus auf dem Grundstück. Im Jahr 1945 kaufte die Biologische Fakultät der Universität Greifswald die Liegenschaft zu Forschungszwecken. Das von Taut entworfene Sommerhaus wurde zu einem Wohnhaus für Doktoranden.

Haus Gehlen (Doktorandenhaus)
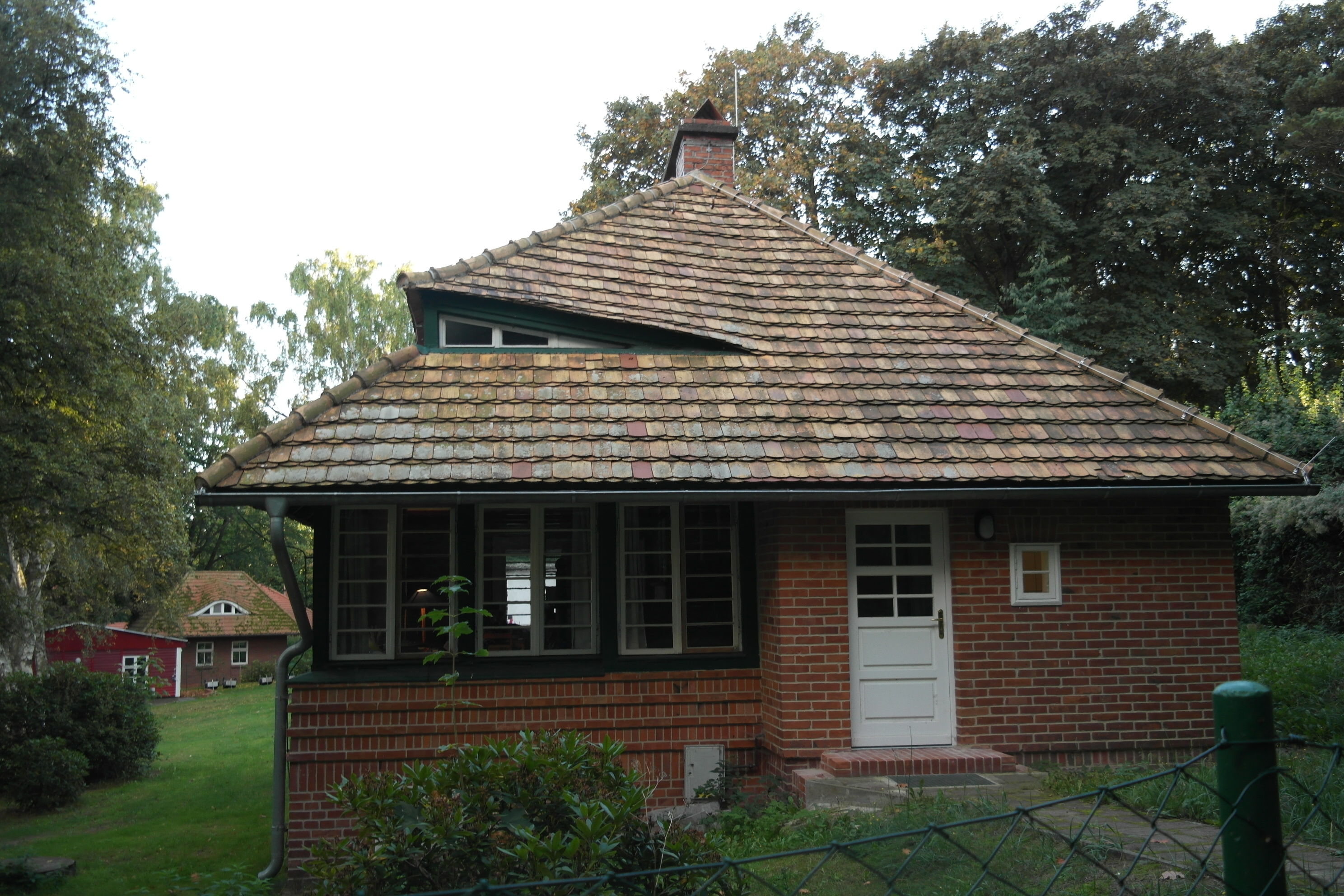
Ansicht vom Biologenweg
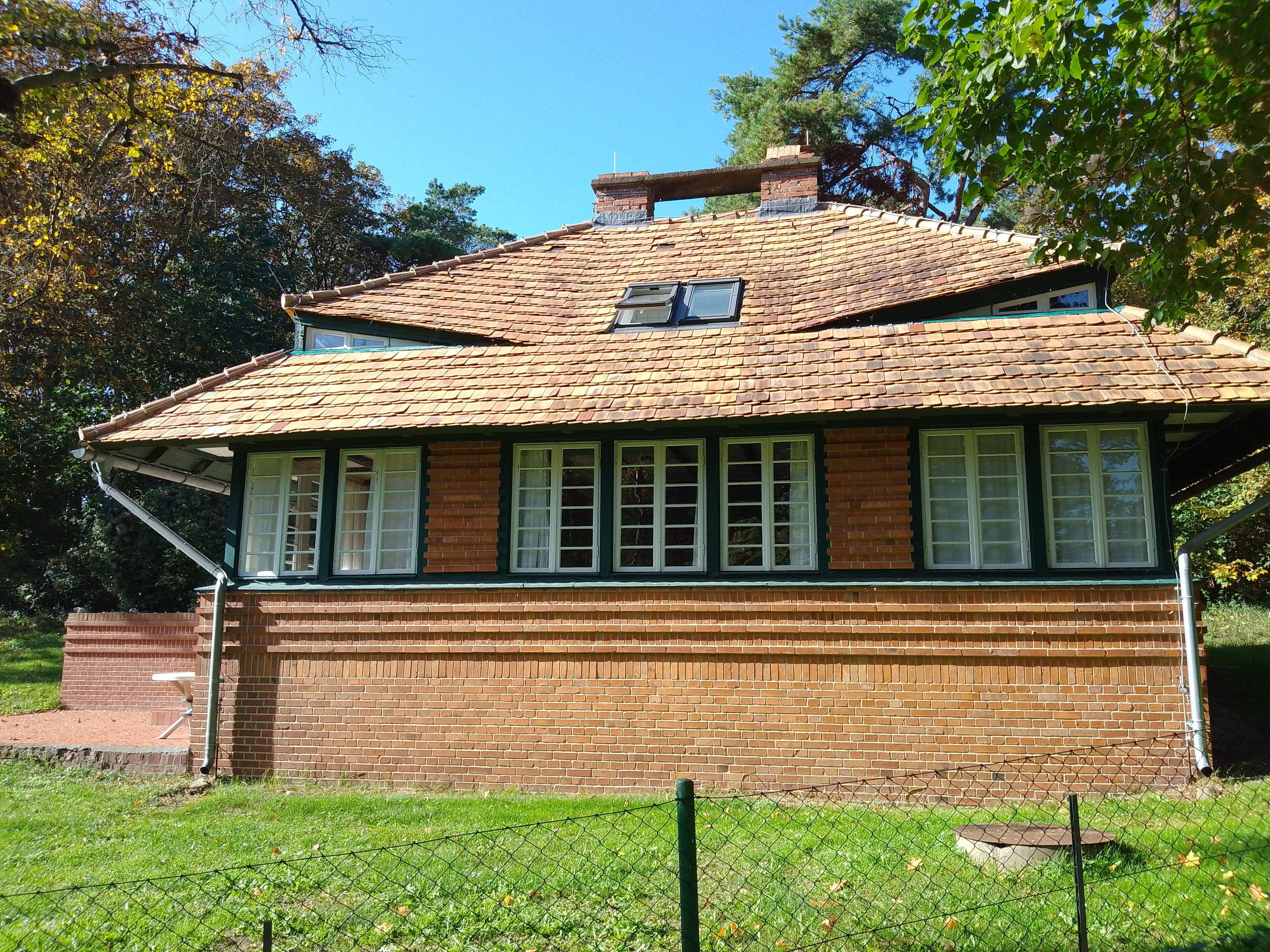
Seitenansicht
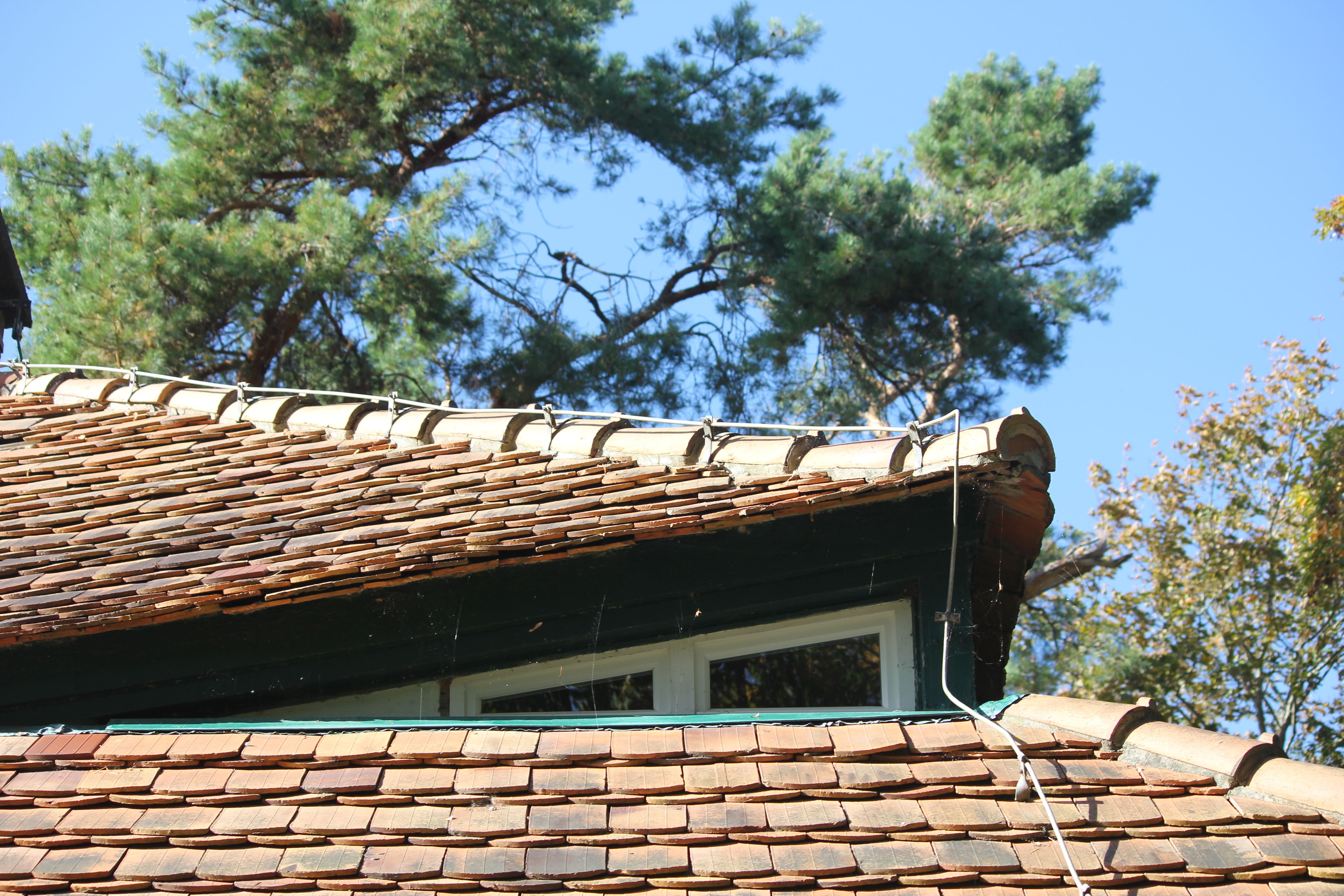
Gaube Eingangsseite
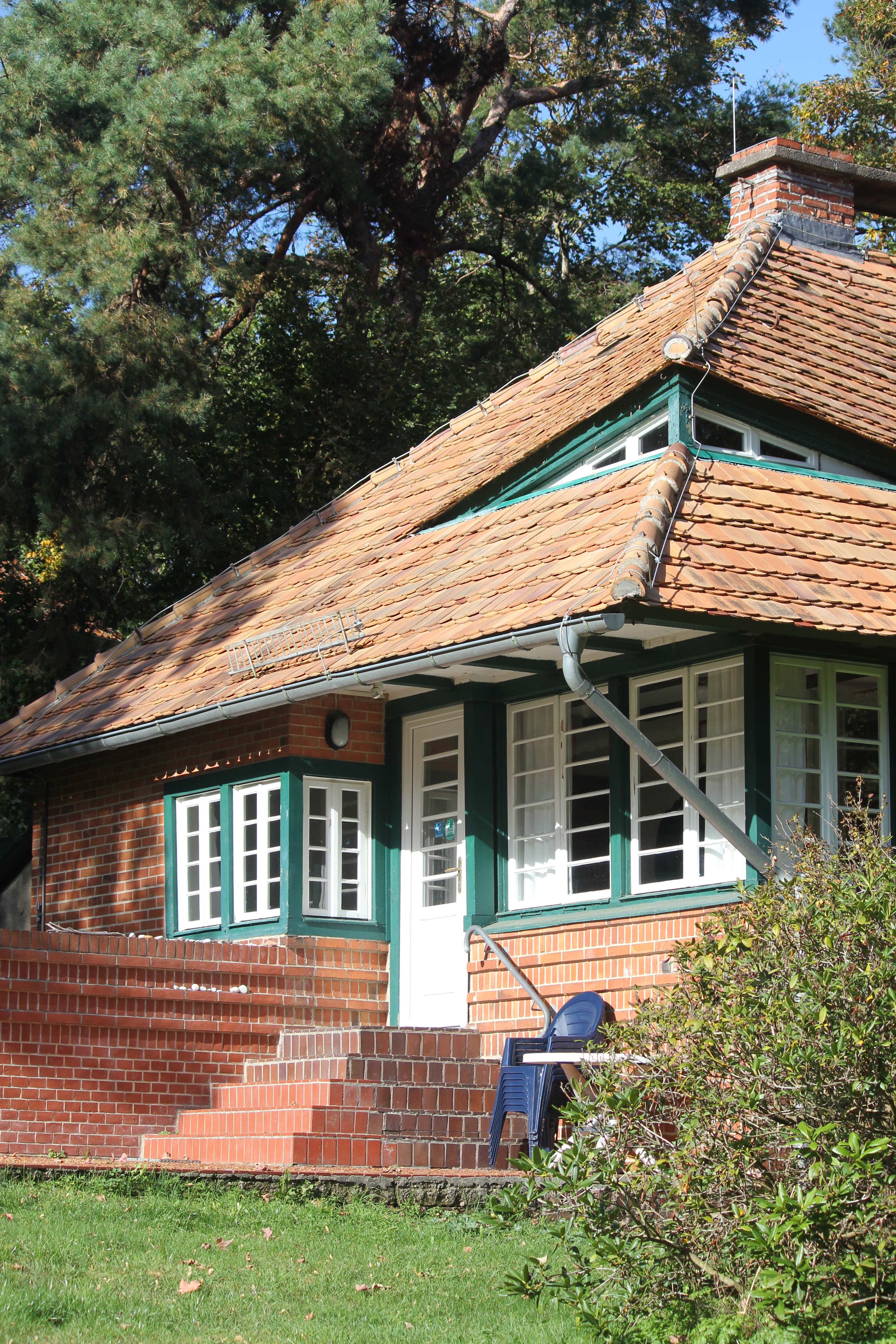
Gartenansicht
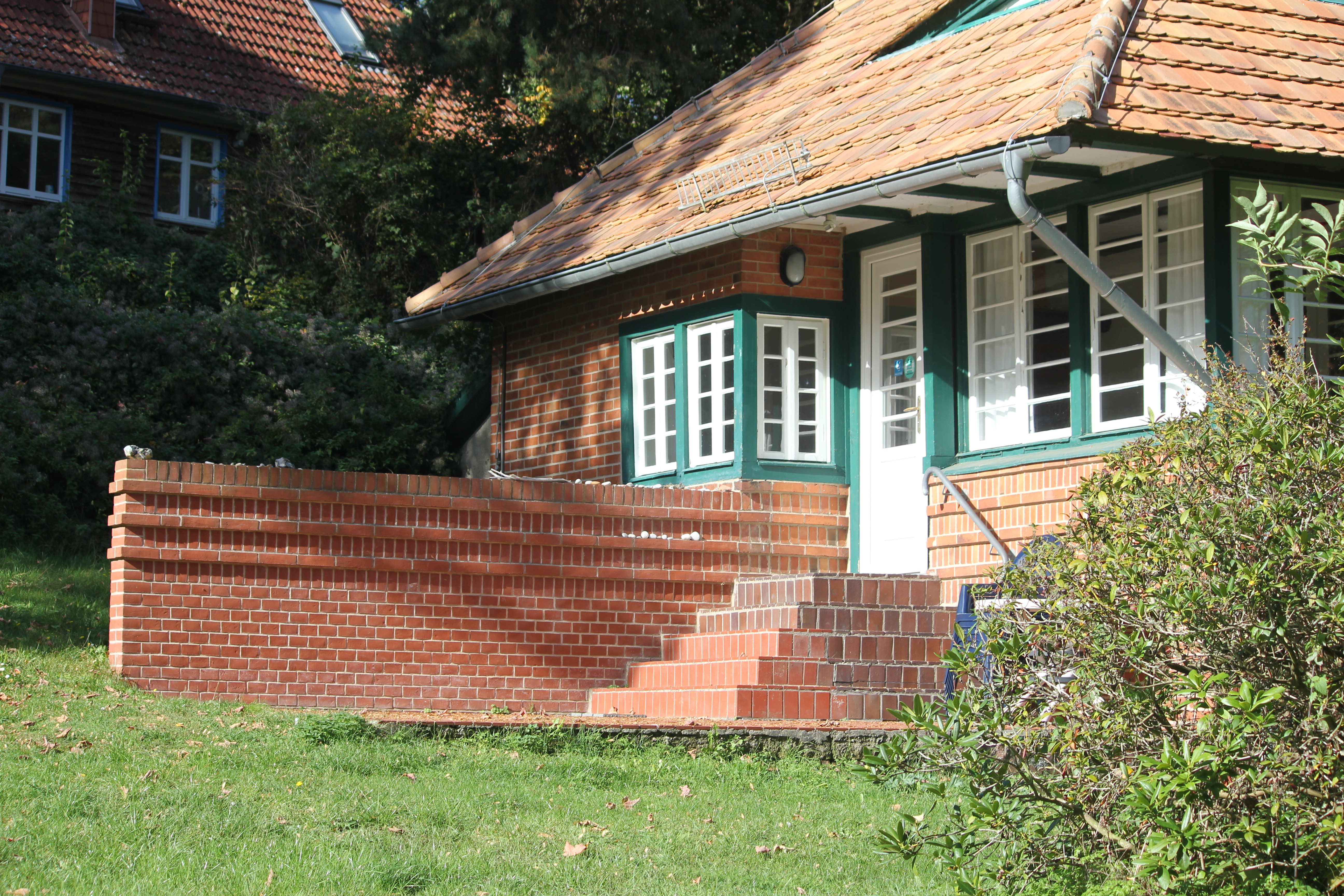
Gartentreppe
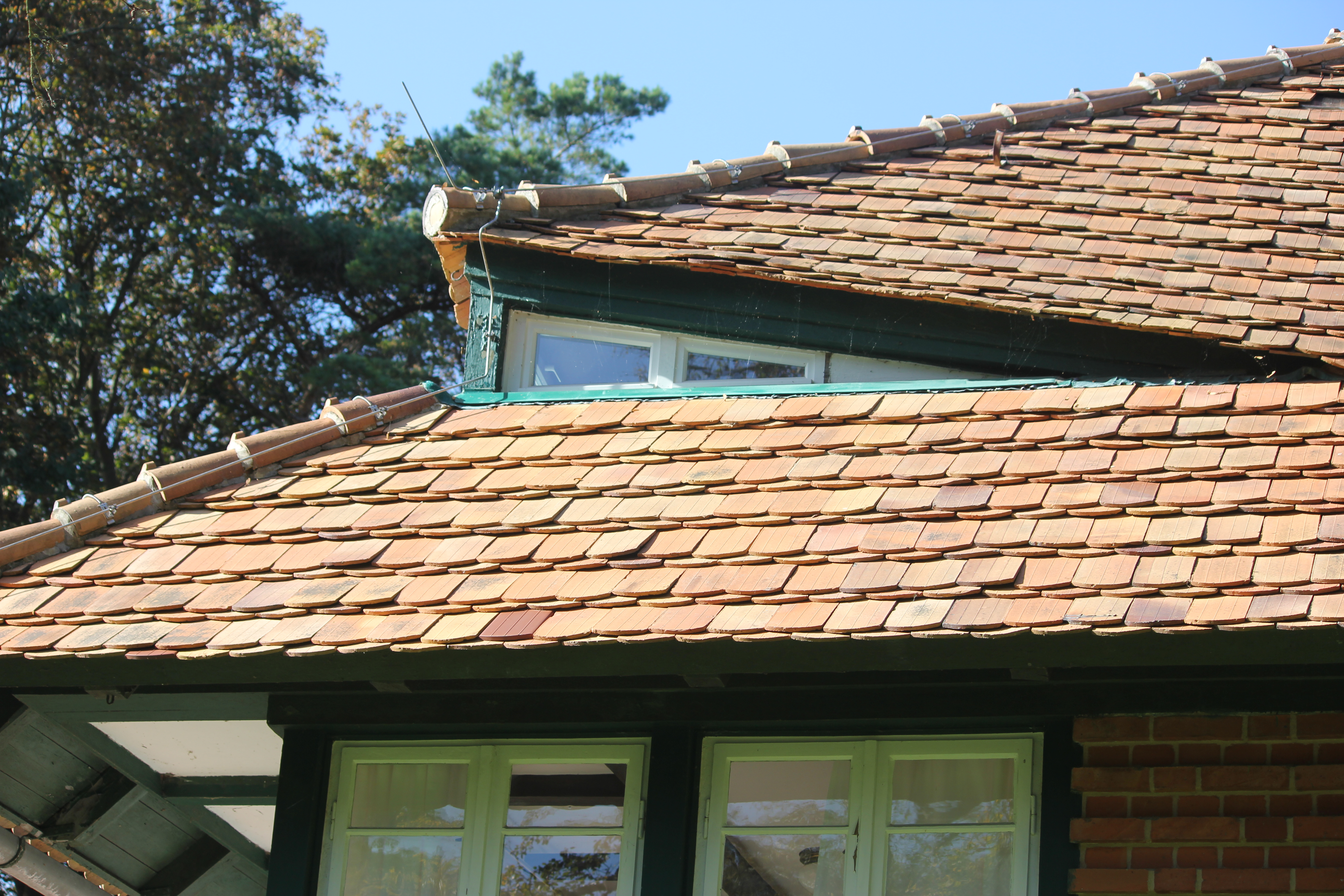
Gaube Gartenseite

### Beschreibung
Taut entwarf das Sommerhaus als eingeschossiges Backsteingebäude. Dabei verwendete er eine Mischung aus expressionistischer Formensprache und Proportionen der regionalen, traditionellen Fischerkaten. Prägend ist das große Dach mit den dreieckigen, jeweils über einem Grat platzierten Gauben. Die Fassaden werden von über Eck geführten Fensterbändern gegliedert. Darunter befindet sich ein Ziegelfries, der auch in den Außenmauern aufgenommen wird. Haupteingang und Gartenzugang werden mit Freitreppen aus Ziegeln detailliert. Der Haupteingang im Osten führt über einen kleinen Vorraum in die Diele und den Wohnraum. Der Wohnraum wird durch eine schmale Treppe zum Dach gegliedert. Hinten liegen zwei Schlafzimmer, die Küche und ein kleines Bad.
Bei der Restaurierung 1960 wurde das Erscheinungsbild des Hauses verändert. Die vormals grauen Zementpfannen des Daches wurden gegen rote Biberschwänze getauscht. 1994 installierte man eine Zentralheizung und modernisierte das Bad. 2002 erfolgten noch einmal Instandsetzungsarbeiten.
Das Haus steht unter Denkmalschutz.